# سیمین‌ماهی هوکایدو
سیمین‌ماهی هوکایدو (نام علمی: Hypomesus nipponensis) نام یک گونه از سرده سیمین‌ماهی‌های شمالی است.